# Carl Fröschl

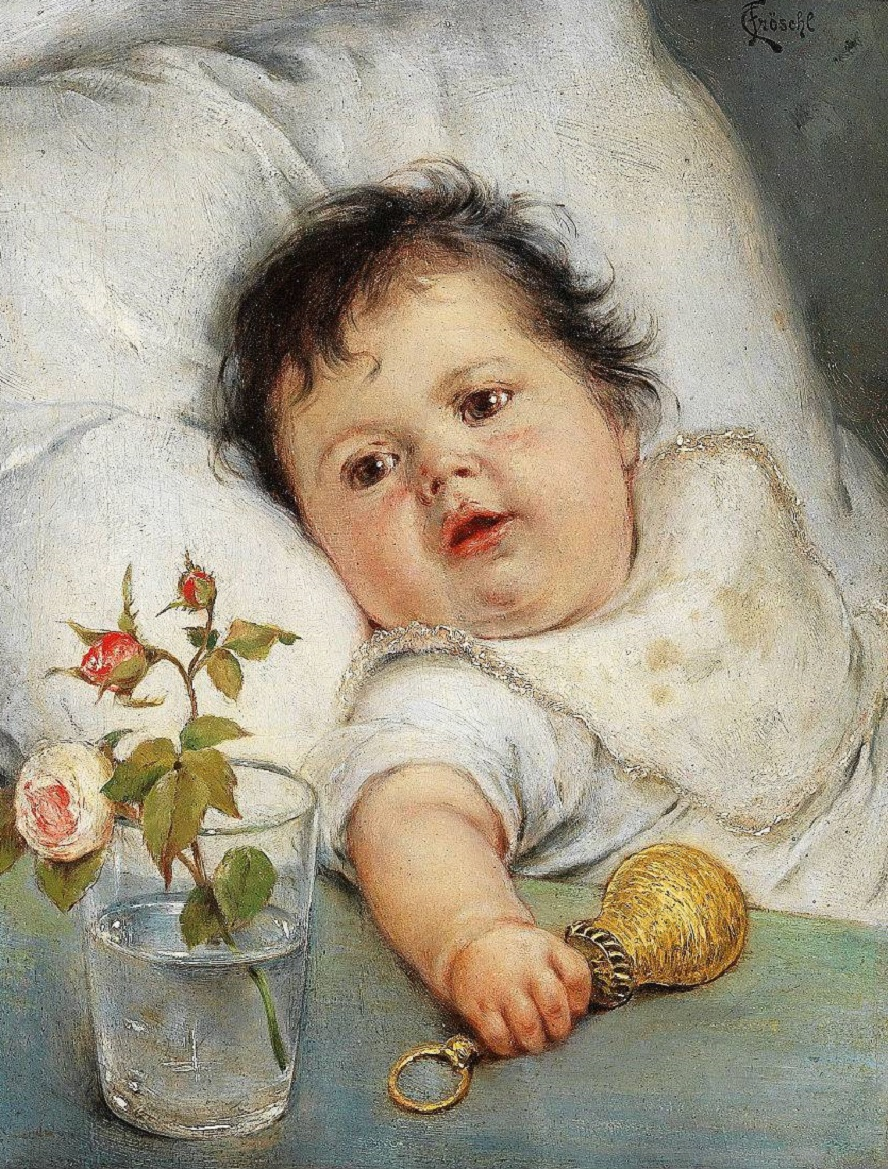
Carl Fröschl: Baby mit einer Rassel

Carl Fröschl (* 23. August 1848 in Wien; † 14. September 1934 ebenda) war ein österreichischer Porträt- und Genremaler.
Carl Fröschl studierte von 1864 bis 1869 an der Wiener Kunstakademie sowie ab dem 10. Mai 1870 an der Königlichen Akademie der Künste in München bei Wilhelm von Diez. In München wurde er von Wilhelm von Kaulbach beeinflusst. Die Wintermonate 1874/75 und 1875/76 verbrachte er in Italien, wo er Rom und die Riviera besuchte. Ab 1883 war er in Wien als freischaffender Porträt- und Genremaler tätig. Er malte hauptsächlich Frauen- und Kinderporträts, und auch Landschaftsbilder. Seine Werke erschienen in der Zeitschrift „Die Gartenlaube“.